# 하이디

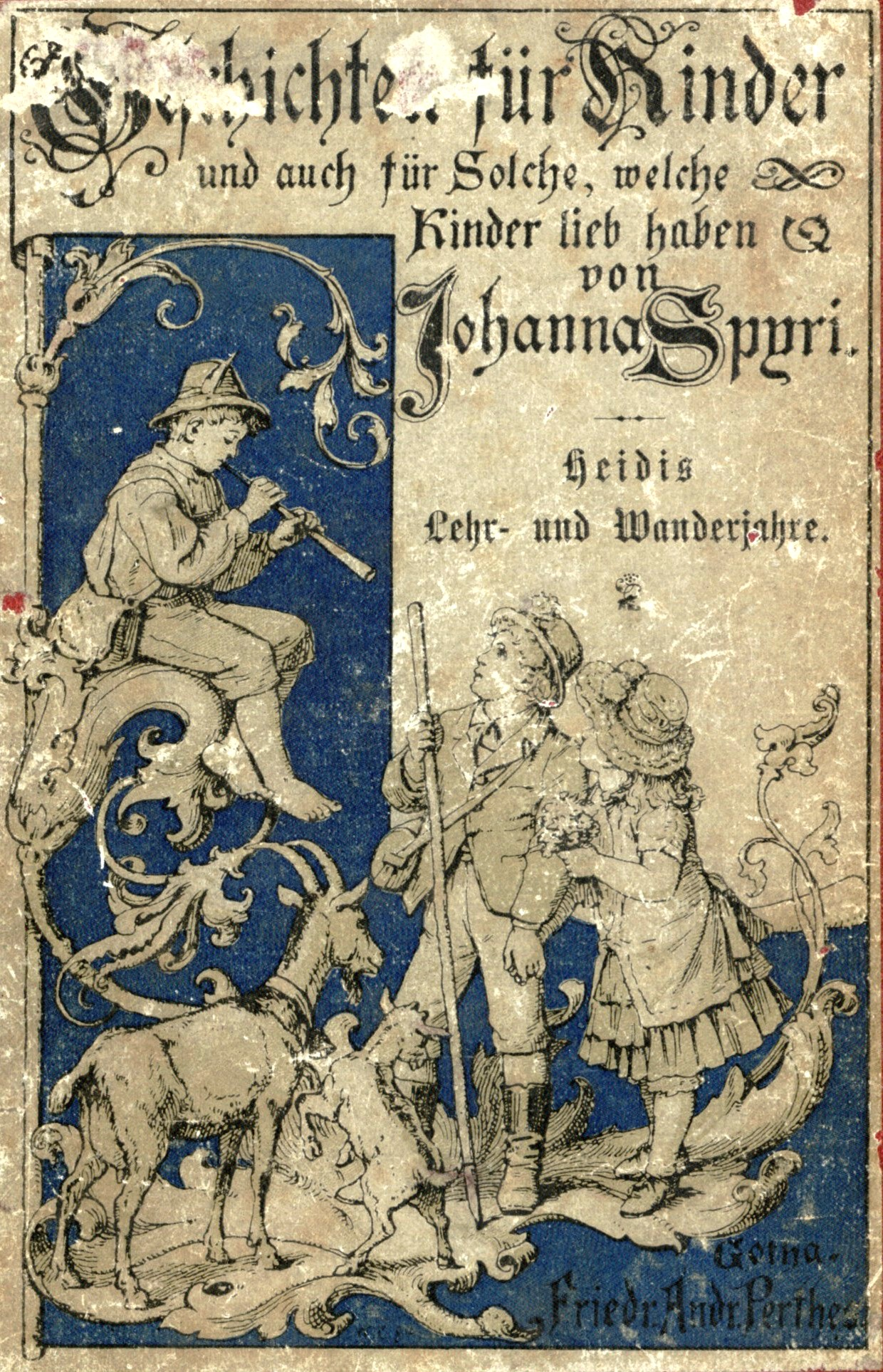
이 그림은 1887년 고타의 프리드리히 안드레아스 페르테스가 출판한 《헤이디스 레르-운트 반데르자레》 제8판 표지를 보여준다.

《하이디》(독일어: Heidi)는 1880년부터 1881년까지 스위스의 작가 요한나 슈피리가 지은 소설이다. 《알프스의 소녀》로도 널리 알려져 있다. 산골마을에서 할아버지와 사는 순수한 어린이 하이디의 이야기이다. 한국어권에서는 아동문학가 박화목 선생이 우리말로 옮기고, 계몽사에서 책(소년소녀세계문학전집 알프스의 소녀/요한나 슈피리 지음/박화목 옮김/계몽사 펴냄)으로 만들었다.

## 줄거리
하이디는 스위스 산골 마을에서 할아버지와 단 둘이서 사는 여자 아이이다.
아들이 손녀 하이디를 맡겼는데 같이 살다보니 영리하고 순수한 하이디에게 정이 들었다. 이모 데테의 강요로 독일 부잣집에 온 하이디는 클라라의 친구가 된다. 걷지 못하는 장애인이라 휠체어를 탄 채로 집에서만 살던 클라라는 하이디와 친구가 되면서 외롭지 않았다. 살림을 해 주시러 오신 클라라 할머니에게 독일어와 기독교 신앙을 배운다. 클라라의 할머니는 다섯 살 된 여자 어린이인 하이디가 좋아할 만한 그림책으로써 독일어를 가르쳐 주었고, 하느님께서는 우리의 기도를 들어주신다면서 기독교 신앙을 가르쳐주었다. 산골이 그리운 하이디가 향수병에 걸리자 의사는 클라라의 아버지에게 "하이디를 고향에 돌려보내야 건강해 질 것"이라고 했다. 하이디의 건강을 염려한 클라라의 아버지는 마부인 제바스티안에게 부탁해서 하이디를 고향인 스위스 산골마을에 돌려보낸다. 고향에 돌아온 하이디는 건강해져서, 글을 모르는 친구 페터에게 독일어를 가르쳐주었다. 친구가 그리운 클라라는 할머니와 함께 하이디를 찾아와서 어울려 놀다보니 걸을 수 있을 정도로 건강해진다.

## 등장인물
- 하이디 : 독일 프랑크푸르트에 이모 데테에게 이끌려 왔을 때, 로텐마이어 아줌마와 주고받은 이야기를 읽어보면 가톨릭 세례명은 아델하이트(Adelheit), 사람들이 애칭으로 하이디라 부르는 듯 하다. 고아이며, 이모 데테가 돌보다가, 독일 프랑크푸르트에서 가사노동자로 일하게 되어 스위스 산골에서 할아버지와 살았다. 염소와 꽃을 예뻐하고, 하느님을 찬양하는 순수한 소녀.
- 할아버지 : 하이디의 할아버지. 자녀로는 아들이 있었지만 먼저 세상을 떠났다. 이탈리아에서 군인으로 복무. 무뚝뚝한 할아버지는 영리하고 순수한 하이디에게 정이 들어서 다정한 사람으로 바뀐다. 손녀에게 건강에 좋은 염소젖, 빵, 치즈를 먹이고, 손녀가 하는 이야기들을 귀찮아하지 않고 귀담아듣는다. 겨울에는 손녀와 썰매를 타고 산 아래 동네에 내려와서 산다. 동네 개신교 목사가 하이디를 학교에 보내라고 권하자, 처음에는 떠돌이 생활을 끝내고 돌아왔을 때 환대하지 않았던 동네 사람들에 대한 상처 때문에 거절했다. 손녀와 살면서 행복해진 할아버지는 마음이 누그러져 목사에게 사과하고, 예배당에도 다니시고 손녀도 학교에 보내셨다. 동네 사람들도 할아버지를 환대함으로써 관계가 회복된다.
- 페터 : 말썽꾸러기 소년. 하이디의 친구. 염소를 돌보는 노동을 한다. 하이디와 어울려 놀다보니 독일어를 배워서, 겉돌던 학교생활에 적응한다.
- 페터 할머니 : 시각장애인. 며느리, 페터와 같이 산다. 독실한 기독교인으로 글을 배운 손자 페터가 들려주는 찬송가 가사를 기쁘게 듣는다. 하이디에게 "몸의 눈은 보지 못하나,눈에 보이지 않는 것을 볼 수 있다"고 말씀하셨다.
- 클라라 : 하이디의 친구. 성격이 다정해서 하이디와 어울린다. 하이디가 들려주는 스위스 산골 이야기를 즐겨듣는다. 몸이 걷지 못할 정도로 병약했는데, 스위스 산골에서 요양하면서 건강해졌다. 교육은 부친이 고용한 가정교사가 맡았다.
- 제제만 씨 : 클라라의 부친. 독일 프랑크푸르트에 살고 있다. 부인과는 사별. 부잣집이고 여행을 다니는 것으로 봐서는, 사업장을 경영하는 자본가인 듯 하다. 클라라의 친구인 하이디를 정성껏 보살핀다. 향수병에 시달리던 하이디가 고향에 돌아갈 때에도 마부와 같이 가게해서 안전히 돌아가게 했다.
- 클라라 할머니 : 클라라의 할머니. 가끔씩 아들 집에 살림을 해주려고 오시는데, 독일어를 모르던 하이디에게 그림책을 선물하여 글을 배우도록 해 주었다.

## 표절 의혹
2010년 독일의 문학 연구가인 페터 뷔트너(Peter Büttner)는 《하이디》가 1830년 독일의 작가 헤르만 아담 폰 캄프(Hermann Adam von Kamp)가 발표한 소설 《알프스 산맥의 소녀 아델라이데》(Adelaide, das Mädchen vom Alpengebirge)와 유사한 점을 지적하면서 《하이디》가 이 소설을 바탕으로 제작되었음을 시사했다. 이에 대해 스위스의 신문이 "하이디는 표절이다" 등의 기사를 보도하면서 파문이 일었다. 한편 뷔트너는 "나는 표절로 생각하지는 않는다. 셰익스피어나 괴테도 [서로] 유사한 작품을 쓴 적이 있다."고 지적했다.

## 대중매체
- 하이디
- 알프스 소녀 하이디

## 같이 보기
- 알프스산맥